# Batalla de Bandera Pass
La batalla de Bandera Pass, del 1841, és considerada la batalla que va marcar un punt de no retorn de les guerres índies de Texas. Tot i que aquestes encara continuarien actives durant 34 anys més, es considera que en aquest punt la balança es va començar a decantar clarament cap al costat dels colons.
Algunes fonts asseguren que la data d'aquest esdeveniment va ser el 1843.